# Gruppo dell'Onsernone
Il Gruppo dell'Onsernone è un massiccio montuoso delle Alpi Lepontine (Alpi Ticinesi e del Verbano). Si trova sul confine tra l'Italia (Piemonte) e la Svizzera (Canton Ticino). Prende il nome dalla valle Onsernone che si inserisce in mezzo al gruppo. Raggiunge la massima elevazione con il Pizzo del Lago Gelato.

## Geografia
Ruotando in senso orario i limiti geografici del gruppo sono: Passo di Fria, Valle di Campo, Valle Maggia, Centovalli, Val Vigezzo, Sella di Druogno, Val d'Ossola, Valle Isorno, Passo di Fria.

## Classificazione

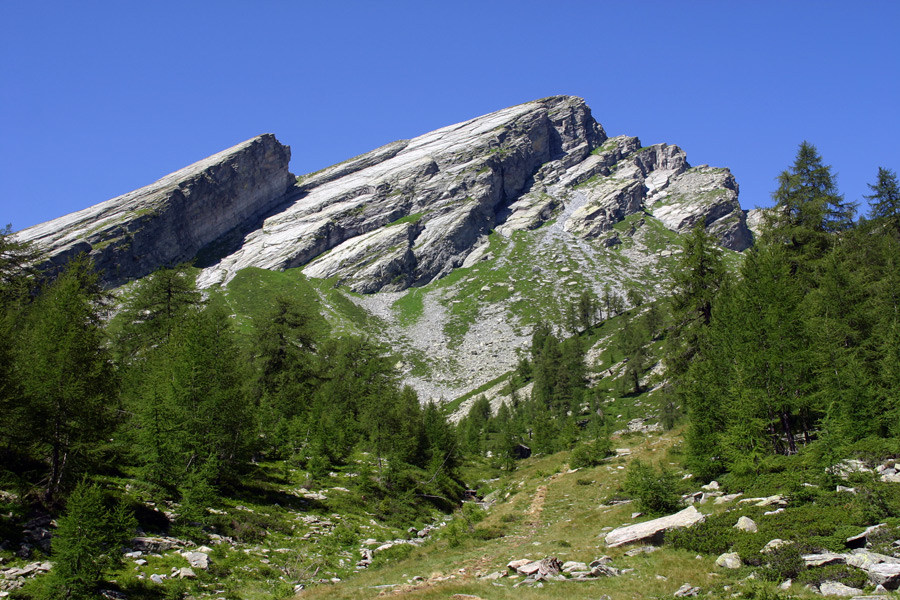
Pioda di Crana

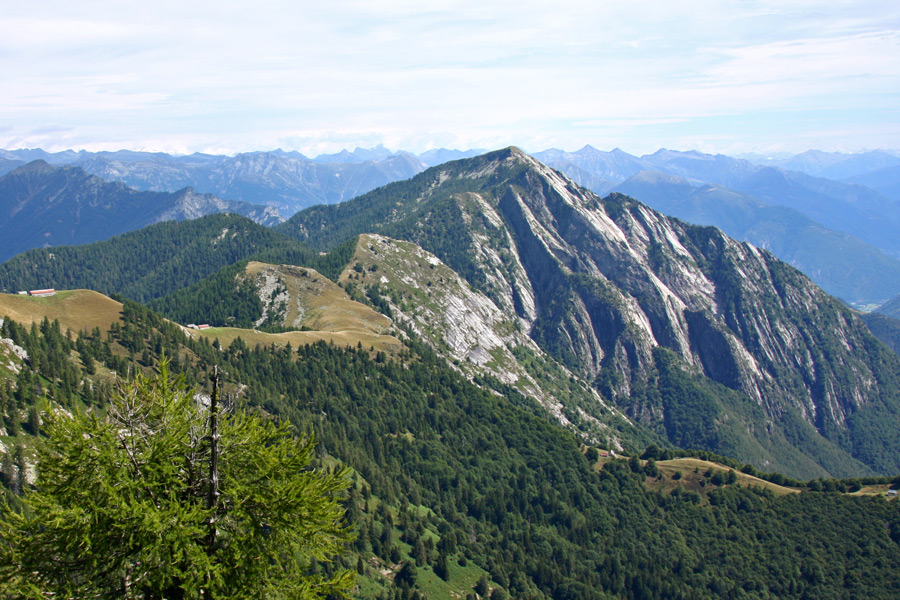
Pizzo Ruscada

La SOIUSA individua il Gruppo dell'Onsernone come un supergruppo alpino e vi attribuisce la seguente classificazione:
- Grande parte = Alpi Occidentali
- Grande settore = Alpi Nord-occidentali
- Sezione = Alpi Lepontine
- Sottosezione = Alpi Ticinesi e del Verbano
- Supergruppo = Gruppo dell'Onsernone
- Codice = I/B-10.II-B

## Suddivisione
Il gruppo montuoso è suddiviso in due gruppi e cinque sottogruppi:
- Costiera Lago Gelato-Porcareccio-Medaro (4)
  - Gruppo del Pizzo Lago Gelato (4.a)
  - Gruppo del Pizzo Cramalina (4.b)
  - Gruppo del Pizzo Medaro (4.c)
- Costiera Scheggia-Crana-Ruscada (5)
  - Gruppo della Scheggia (5.a)
  - Gruppo del Pizzo Ruscada (5.b)

## Monti
I monti principali del gruppo montuoso sono:
- Pizzo del Lago Gelato - 2.617 m
- Pizzo Medaro (anche noto come Madone o Madèi) - 2.551 m
- Pizzo di Porcaresc - 2.467 m
- Pizzo la Scheggia - 2.466 m
- Pioda di Crana - 2.430 m
- Pizzo Locciabella - 2.340 m
- Pizzo Cramalina - 2.322 m
- Pizzo Ruggia - 2.289 m
- Pizzo del Corno - 2.280 m
- Pizzo di Fontanalba - 2.200 m
- Pizzo Ruscada - 2.004 m